# Milena Preradovic
Milena Preradovic (* 19. November 1962 in Bochum) ist eine deutsche Journalistin und TV-Moderatorin.

## Leben
Preradovic wurde als Tochter eines serbischen Vaters und einer österreichischen Mutter in Bochum geboren.
Nach drei Jahren Jurastudium in Passau absolvierte sie ein journalistisches Volontariat bei der Presseagentur teleschau in München. Danach ging sie als Redakteurin und Moderatorin zum Radiosender Antenne Bayern. Parallel moderierte sie 1990 bei Tele 5 die Nachrichten. Später wechselte sie zu RTL Television, wo sie ab April 1992 das Boulevardmagazin Zwölfdreißig moderierte.
Ab Juni 1992 war sie im Mittagsmagazin Punkt 12 zu sehen. Ihre Moderation beendete sie im April 1997 und übergab an ihre Nachfolgerin Katja Burkard. Bei RTL moderierte Preradovic außerdem den ersten Polit-Talk des Senders, Im Kreuzfeuer, und gehörte zur Stammbesetzung der ersten Staffel von 7 Tage, 7 Köpfe. Im Jahr 1997 wechselte sie zu Sat.1 und moderierte zusammen mit Dieter Kronzucker das Infomagazin Spot. Außerdem präsentierte sie das Wissenschaftsmagazin Planetopia und Aus der Zauber. Bis 1999 moderierte Milena Preradovic bei Sat.1 die Sendung Echt wahr!
Ab September 2000 war sie als Moderatorin der Quizsendung Das Millionen-Quiz bei Sat.1 zu sehen. Bis August 2010 moderierte sie Nachrichten auf N24. Außerdem führte sie für Bild Leipzig und Bild Dresden die Interviews für die Serien Leipziger Begegnungen bzw. Milenas Menschen. Von 2009 bis 2018 war sie beim österreichischen Sender Servus TV unter anderem als Medientrainerin tätig.
Seit Februar 2020 moderiert sie auf ihrem YouTube-Kanal das Interviewformat Punkt.Preradovic.
Im Zuge der COVID-19-Pandemie konzentrierten sich ihre Interviews auf dieses Thema. Zu den Interviewpartnern zählten unter anderem Sucharit Bhakdi, Martin Haditsch, Stefan Hockertz, Stefan Homburg, Claus Köhnlein und Wolfgang Wodarg. Laut Correctiv, Stuttgarter Nachrichten, Cicero, SWR und Bayerischer Rundfunk wurden dabei gehäuft Falschinformationen zur COVID-19-Pandemie verbreitet. Nach einer im Februar 2022 veröffentlichten Datenanalyse der Frankfurter Allgemeinen Zeitung bei Twitter gehörten die Tweets von Preradovic unter dem Hashtag #Impfung zu den meistgeteilten, darunter ihr Interview mit Sucharit Bhakdi, der behauptete, die Impfung sei sinnlos. Medienwoche.ch zählte sie Mitte Juli 2021 zu den „prominenten Knotenpunkten“ im deutschsprachigen Pendant des Intellectual Dark Web.